# Benz 14/30 PS
Der Benz 14/30 PS war der Nachfolger des Benz 28/30 PS.
Der Wagen war mit einem Vierzylinder-Reihenmotor mit 3560 cm³ Hubraum ausgestattet, der 30 PS (22 kW) bei 1650 min−1 entwickelte. Die Motorkraft wurde an über eine Lederkonuskupplung an ein Vierganggetriebe weitergeleitet und von dort über eine Kardanwelle an die Hinterräder. Die Höchstgeschwindigkeit lag bei 74 km/h, der Benzinverbrauch bei 19 l / 100 km.
Die Fahrzeuge waren nach wie vor mit Holz- oder Drahtspeichenrädern und blattgefederten Starrachsen ausgestattet. Das Fahrgestell kostete ℳ 11.000,--

## Quelle
- Werner Oswald: Mercedes-Benz Personenwagen 1886–1986. 4. Auflage. Motorbuch Verlag Stuttgart (1987). ISBN 3-613-01133-6, S. 50–51